# 로트카-볼테라 방정식

로트카-볼테라 방정식(Lotka-Volterra equation)은 미국의 수학자인 앨프리드 제임스 로트카와 이탈리아의 생물학자인 비토 볼테라가 발표한 연립미분방정식으로, 포식자와 피식자 간의 포식 관계를 수량화한 공식이다. 로트카-볼테라 방정식은 그 자체로 소련의 수학자인 안드레이 콜모고로프에 의해 발견된 콜모고로프 모델의 대표적인 예시로 꼽힌다.

## 개요
로트카-볼테라 방정식은 다음의 형태로 기술된다.
{\displaystyle {\begin{aligned}{\frac {dx}{dt}}=\alpha x-\beta xy\\{\frac {dy}{dt}}=\delta xy-\gamma y\end{aligned}}}
- {\displaystyle x}는 토끼나 사슴 따위의 피식자의 수를 나타낸다.
- {\displaystyle y}는 여우나 사자 따위의 포식자의 수를 나타낸다.
- {\displaystyle t}는 시간을 나타낸다.
- {\displaystyle {\tfrac {dy}{dt}}}와 {\displaystyle {\tfrac {dx}{dt}}}는 각각 포식자와 피식자의, 시간에 따른 개체 수 증가율을 나타낸다.
- {\displaystyle \alpha }, {\displaystyle \beta }, {\displaystyle \gamma }, {\displaystyle \delta }는 각각 포식자와 피식자 간의 상호작용에 의한 매개변수들이다. (단, 매개변수는 모두 양수이다.)

## 역사
제1차 세계대전 중 이탈리아 해군과 오스트리아, 헝가리 제국과의 전쟁으로 인하여 아드리아 해역에서의 대규모 어업은 전면 중단되었다. 수년 뒤에 이탈리아의 생태학자 단코나는 어업시장에서 어획량의 통계를 조사한 결과 전쟁 후 상어 등의 육식어의 비율이 전쟁 전보다 매우 높아진 사실을 알게 된 것이다. 단코나는 전쟁이 상어의 번식에 어떤 영향을 끼치는가에 대해 매우 의아해했다. 활발한 어업으로 물고기 수가 감소하면 포식자인 상어의 개체수도 감소한다. 먹이를 어부에게 빼앗겨 식량부족이 되어 굶어 죽는 상어가 많이 생긴다. 따라서 상어보다 약한 물고기의 수가 훨씬 불어난다. 그러나 전쟁으로 어업이 중단되면 그 반대가 된다. 먹이가 많아지자 상어는 불어나고 그 때문에 약한 물고기는 줄어든다.
볼테라는 단코나가 관찰한 현상을 수학적으로 정리하였다. 오늘날 여러 종류의 물고기가 아드리아 해에서 살지만 단순화하여 분류하면 포식자와 피식자로 나눈다. 포식자와 피식자가 서로 상대의 개체 수에 영향을 미치고 있을 때, 어업 등의 활동으로 양자의 성장률을 저하시키는 요인이 생기면 피식자는 증가하고 포식자는 감소하는 현상이 일어난다. 볼테라의 법칙은 어떤 살충제에 의한 해충구제의 실패에 의해 실증되었다. 살충제는 바퀴벌레 등 해충만을 죽이는 것이 아니라 그들의 천적인 투구풍뎅이나 새도 죽인다. 해충은 세대 기간이 짧아서 살충제에 곧바로 적응하지만, 포식자는 살충제에 적응할 수 없게 되어 멸종된다. 그래서 해충은 살충제를 뿌리기 전보다 저항력이 커진다. 볼테라의 모델은 후에 미국의 화학자 로트카에 의해 로트카-볼테라 방정식으로 정리되고 생태계의 성장이나 물질순환, 화학반응 등 광범위한 생명현상을 수리적으로 분석하는 일에 이용되었다.
러시아의 생태학자 가우제, 코스츠킨 그리고 수학자 콜모고르프는 볼테라의 성과를 확장하여 포식자와 피식자 간의 생태학적 경쟁에 대하여 4가지의 경우로 정리하였다.

## 같이 보기
- 란체스터 법칙